# Tobias Billström

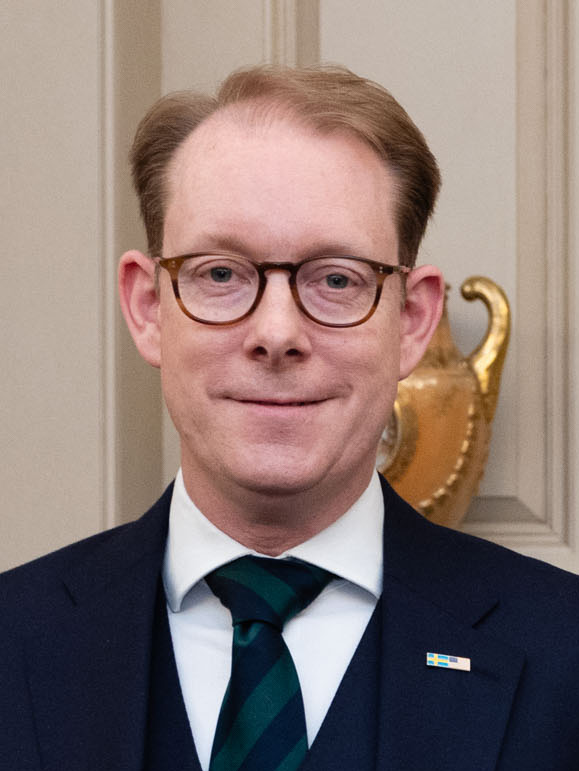
Tobias Billström (2024)

Tobias Lennart Billström (* 27. Dezember 1973 in Malmö) ist ein ehemaliger schwedischer Politiker der Moderata samlingspartiet (dt. Die Moderaten). Er war von 6. Oktober 2006 bis 29. September 2014 Minister für Asyl- und Migrationsfragen in der Regierung Fredrik Reinfeldt. Vom 18. Oktober 2022 bis zum 10. September 2024 war er Außenminister in der Regierung Kristersson.

## Lebenslauf
Tobias Lennart Billström wurde 1973 in der schonischen Stadt Malmö geboren. Im Jahr 2000 erlangte er den Bachelor in Geschichte, Politikwissenschaften, moderner internationaler Geschichte sowie Ost- und Zentraleuropakunde an der Universität Lund. 2002 erlangte er den Master in Geschichte an der Universität Lund sowie den Master of Philosophy in Geschichte der Universität Cambridge.
Von 1993 bis 1998 war Billström Mitglied des lokalen Vorstands des Moderata ungdomsförbundet, der Jugendorganisation der Moderata samlingspartiet. Von 1998 bis 2002 war er Mitglied des Gemeinderats von Malmö sowie Vize-Vorsitzender des Ausschusses für Bildungsfragen in Malmö. 2001 war er zudem politischer Redaktor der Nordvästra Skånes tidningar. 2002 wurde er in den Schwedischen Reichstag gewählt, dort war er unter anderem bis 2006 Mitglied des Ausschusses für Sozialfragen. Von 2005 bis 2006 war Billström zusätzlich noch Mitglied des Vorstands der Migrationsbehörde.
Nach den Wahlen 2006 und dem Wahlsieg der Allianz für Schweden wurde Tobias Billström vom neuen Regierungschef Fredrik Reinfeldt zum Minister für Asyl- und Migrationsfragen ernannt. Von Juni 2010 bis nach den Wahlen im Oktober führte er zudem ad interim als Arbeitsminister das Arbeitsministerium bis Hillevi Engström das Amt übernahm.
Anfang September 2024 gab er überraschend seinen kurzfristigen Rücktritt am 10. September (Beginn der neuen Sitzungsperiode des schwedischen Parlaments), den Verzicht auf sein Reichstagsmandat und den vollständigen Rückzug aus der Politik bekannt.
Tobias Billström ist verheiratet und hat zwei Kinder.